# Piet Schrijvers
Pieter „Piet“ Schrijvers (* 15. Dezember 1946 in Jutphaas, heute zu Nieuwegein, Niederlande; † 7. September 2022 in Ermelo) war ein niederländischer Fußballspieler.

## Karriere

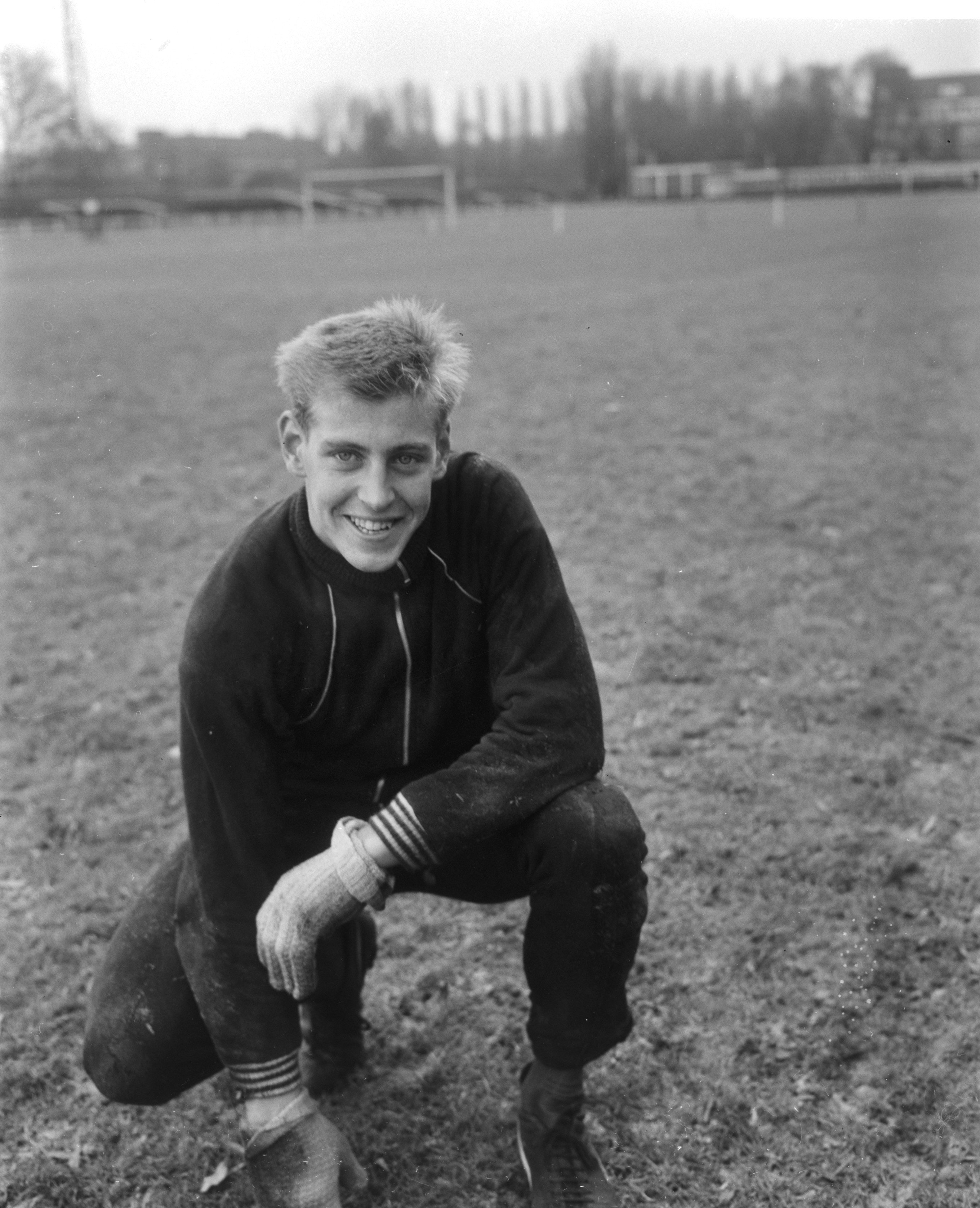
Piet Schrijvers (1965)

Im Alter von 16 Jahren begann der Torhüter Piet Schrijvers seine Karriere beim Fußballverein HVC Amersfoort, die zu diesem Zeitpunkt in der dritthöchsten Profiliga der Niederlande spielte – der Tweede Divisie. 1965 wurde er vom damals amtierenden niederländischen Vizemeister Amsterdamsche FC DWS verpflichtet, wo er hinter Jan Jongbloed als zweiter Torhüter zum Einsatz kam. Dort kam er zu etwa 40 Pflichtspieleinsätzen. 1968 wechselte er zum FC Twente Enschede und ging 1973 zum amtierenden Europapokalsieger der Landesmeister Ajax Amsterdam. Bereits bei Twente avancierte er 1971 zum niederländischen Nationalspieler und gehörte zum Aufgebot von Bondscoach Rinus Michels für die Fußball-Weltmeisterschaft 1974 in Deutschland. Dieser vertraute jedoch bei diesem Turnier dem sechs Jahre älteren Jan Jongbloed. Erst bei der Fußball-Europameisterschaft 1976 stand Schrijvers als Stammtorhüter bei einem Turnier zwischen den Pfosten der Niederlande.
Bei der Fußball-Weltmeisterschaft 1978 in Argentinien wechselte der neue Bondscoach Ernst Happel zwischen Jongbloed und Schrijvers. Schrijvers ersetzte nach der Vorrunde Jongbloed, verletzte sich aber im letzten Spiel der Zwischenrunde. So kam er zwar auf seine ersten WM-Einsätze, verpasste aber erneut das Finale, das seine Mannschaft gegen Argentinien mit 1:3 nach Verlängerung verlor. Jongbloed bestritt sein zweites Finale hintereinander, beide wurden gegen den Gastgeber verloren. Bei der Fußball-Europameisterschaft 1980 in Italien war er endgültig die unumstrittene Nummer eins der Niederländer, scheiterte aber in der Gruppenphase an Deutschland. Klaus Allofs erzielte bei der 2:3-Niederlage seiner Mannschaft drei Tore gegen Schrijvers.
Schrijvers spielte noch bis 1983 bei Ajax Amsterdam und wechselte dann zum PEC Zwolle, wo er 1985 seine Karriere beendete. In der Nationalmannschaft spielte er noch bis 1984 und brachte es auf insgesamt 46 Länderspiele. Nach seiner aktiven Laufbahn trainierte Schrijvers zunächst einige Amateurvereine und kurzzeitig Proficlubs wie die PSV Eindhoven oder die Nationalmannschaft von Saudi-Arabien.
In den Niederlanden war der 100-kg-Mann Schrijvers als De beer van De Meer (Der Bär vom De Meer) bekannt. Auch bei seinen weiteren Stationen als Spieler in Zwolle oder als Trainer erhielt der bullige blonde Torhüter diverse Beinamen als Lek van PEC (Das Leck von PEC) und Bolle van Zwolle (Der Bulle von Zwolle).

## Titel
- Niederländischer Meister (5): 1976/77, 1978/79, 1979/80, 1981/82, 1982/83
- Niederländischer Pokalsieger (2): 1978/79, 1982/83
- Weltmeisterschaften: Zweiter WM 1974 (kein Einsatz), Zweiter WM 1978 (3 Spiele, kein Tor)